# Zijača
Zijaçë en albanais et Zijača en serbe latin (en serbe cyrillique : Зијача) est une localité du Kosovo située dans la commune/municipalité de Mitrovicë/Kosovska Mitrovica et dans le district de Mitrovicë/Kosovska Mitrovica. Selon le recensement kosovar de 2011, elle compte 3 412 habitants, tous albanais.
Le village est également connu sous le nom de Zijaqë.

## Démographie

### Évolution historique de la population dans la localité
| 1948 | 1953 | 1961 | 1971 | 1981 | 1991 | 2011 |
| ---- | ---- | ---- | ---- | ---- | ---- | ---- |
| 79   | 84   | 90   | 93   | 113  | 126  | 17   |

|  |